# Pfaffia glabrata
Pfaffia glabrata là loài thực vật có hoa thuộc họ Dền. Loài này được Mart. miêu tả khoa học đầu tiên năm 1826.